# Teatro statale di Stoccarda
Il Teatro statale di Stoccarda (Staatstheater Stuttgart) è un conglomerato dei tre teatri statali della città di Stoccarda e comprende il Teatro dell'Opera (Staatsoper Stuttgart), il Teatro del balletto (Stuttgarter Ballett) e il Teatro di prosa (Schauspiel Stuttgart). Considerando tutti e tre i teatri è il più grande al mondo per numero di dipendenti. La sede principale si trova nel giardino del "castello" ossia il Palazzo Reale e fu costruita tra il 1909 e il 1912 da Max Littmann.